# Kanellärka
Kanellärka (Amirafra rufocinnamomea) är en fågel i familjen lärkor inom ordningen tättingar.

## Utseende
Kanellärkan är en medelstor satt lärka med liten näbb, streckning på huvud och rygg samt ljusa kanter på vingpennorna som ger den ett fjälligt utseende. Fjäderdräkten varierar i färg geografiskt, med roströd till mörkbrun ovansida, beige undersida och en rödaktig vingpanel som syns både i flykten och på sittande fågel. Rödnackad lärka är större, med helt annorlunda sångflykt (se nedan)

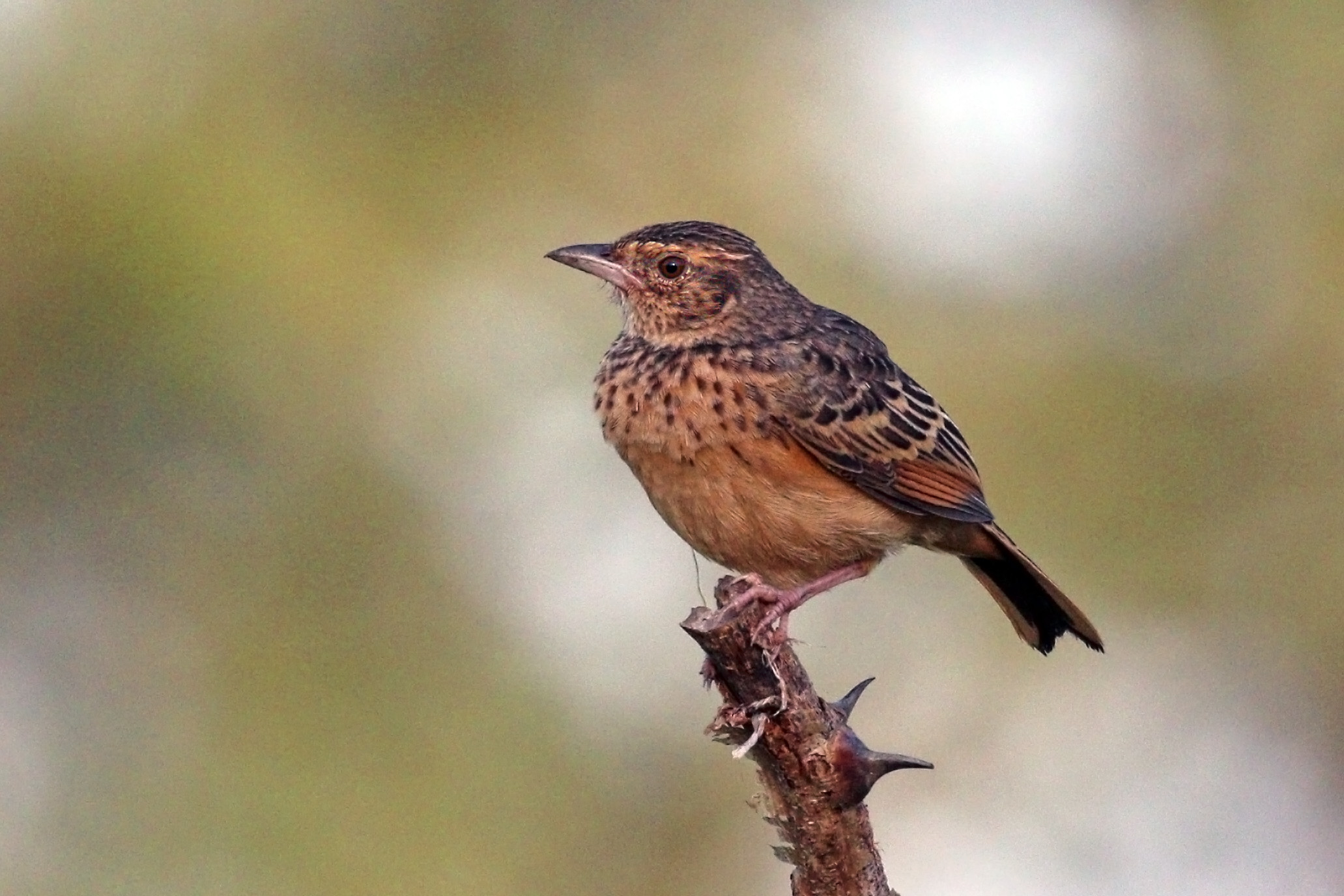

## Utbredning och systematik
Kanellärkan har en mycket stor utbredning i Afrika söder om Sahara. Den delas in i hela 15 underarter med följande utbredning:
- Amirafra rufocinnamomea buckleyi – södra Mauretanien och Senegal till norra Kamerun
- Amirafra rufocinnamomea serlei – sydöstra Nigeria
- Amirafra rufocinnamomea tigrina – östra Kamerun till norra Demokratiska republiken Kongo
- Amirafra rufocinnamomea furensis – sydvästra Sudan
- Amirafra rufocinnamomea sobatensis – nordöstra Sudan
- Amirafra rufocinnamomea torrida – sydöstra Sudan och sydöstra Etiopien söderut till centrala Uganda, centrala Kenya och centrala Tanzania
- Amirafra rufocinnamomea rufocinnamomea – nordvästra och centrala Etiopien
- Amirafra rufocinnamomea omoensis – sydvästra Etiopien (floderna Omo till Madji och Baro)
- Amirafra rufocinnamomea kawirondensis – östra Demokratiska republiken Kongo till västra Uganda och västra Kenya
- Amirafra rufocinnamomea fischeri – östra Angola till södra Somalia, östra Kenya, Tanzania och norra Moçambique
- Amirafra rufocinnamomea schoutedeni – Gabon till Centralafrikanska republiken, västra Demokratiska republiken Kongo och nordöstra Angola
- Amirafra rufocinnamomea lwenarum (inklusive zombae)[4] – norra Zambia (Balovale)
- Amirafra rufocinnamomea smithersi – Zambia till Zimbabwe, nordöstra Botswana och nordöstra Sydafrika
- Amirafra rufocinnamomea mababiensis – västra Zambia till centrala Botswana
- Amirafra rufocinnamomea pintoi – Swaziland, södra Moçambique och närliggande Sydafrika (söderut till nordöstra KwaZulu-Natal)

### Släktskap och släktestillhörighet
Genetiska studier från 2023 visar att släktet Mirafra kan delas upp i fyra klader som är förhållandevis gamla, äldre än flera andra släkten i familjen. Författarna rekommenderar därför att Mirafra delas upp i flera släkten, där kanellärka och dess närmaste släktingar angolalärka och halsbandslärka lyfts ut till Amirafra. Denna linje följs här.

## Levnadssätt
Kanellärkan hittas i gräsrik savann och öppet skogslandskap. Där födosöker den efter insekter genom att springa mellan tuvor och buskar. 

### Sång och sångflykt
Hanen har en karakteristisk sångflykt, med inslag av att mekaniskt slå ihop vingarna under kroppen. Den stiger 50 till 100 meter upp i luften och cirklar över reviret, utstötande en vingklapp per sekund, vanligen återgivet som "prrrrrt, prrrrrt, prrrrt...". Det kan åtföljas av en enkel finkliknande sång, "cheeroo-weee".

## Status och hot
Arten har ett stort utbredningsområde, men tros minska i antal, dock inte tillräckligt kraftigt för att den ska betraktas som hotad. Internationella naturvårdsunionen IUCN listar arten som livskraftig (LC). Världspopulationen har inte uppskattats.